# Макслайн (Вітебськ)
«Макслайн» (біл. ФК Макслайн) — білоруський футбольний клуб із Вітебська, заснований 2021 року як клуб із міста Рогачов. Виступає у першій лізі чемпіонату Білорусі.

## Історія
Датою початку існування клубу прийнято вважати 12 квітня 1971 року, коли заводська аматорська команда міста зіграла свій перший матч.
У 1983 році команда виступає під назвою «Автомобіліст» згодом змінила назву на «Рогачов». За часів СРСР виступала в чемпіонаті БРСР і в 1988 році отримала назву «Дніпро».
У 1992 році команда дебютувала в другій лізі. У 1996 році клуб вийшов до першої ліги в якій виступав до 2005 року. Через фінансові проблеми з 2006 року припинив виступати на професійному рівні, а у 2016 році взагалі припинив існування.

Логотип ФК «Дніпро» (Рогачов)

У 2020 році «Дніпро», як міська команда дебютував в другій лізі й за підсумками першого сезону посів 11-те місце. Вже наступного сезону клуб здобув право повернутись до першої ліги.
З 2021 року клуб змінив назву на «Макслайн».
19 травня 2022 року тренерський штаб на чолі з Філіпом Поляковим подав у відставку, обов'язки головного тренера виконував директор клубу Андрій Іваненко, а також Андрій Фомін. Через певний час команду очолив Леонід Лагун. У липні 2022 «Макслайн» очолив Юрій Пунтус. За підсумками сезону клуб здобув право на матчі плей-оф та здобув путівку до Вищої ліги. Але в листопаді 2022 року клуб не пройшов ліцензування Білоруської федерації футболу. 30 листопада 2022 року Білоруська федерація остаточно підтвердила своє рішення про відмову в ліцензуванні команді на виступ у Вищому дивізіоні.
У січні 2023 року на засіданні ради спонсорів та спонсорів клубу було прийнято рішення про те, що «Макслайн» у сезоні 2023 року візьме участь у Першій лізі з переїздом до іншого міста. 2 березня 2023 року клуб офіційно оголосив про переїзд до Вітебська.
За підсумками чемпіонату першої ліги 2024 року, посів друге місце та повернувся до вищого дивізіону.
Взимку 2025 року команду очолив Олександр Шагойка.

## Арена
Поки команда представляла Рогачов, то виступала на місцевому стадіоні ДЮСШ-1, який вміщує 5 400 глядачів. З переїздом до Вітебська стала виступати на спортивному комплексі «Вітебський».